# Virachola pallida
Virachola pallida är en fjärilsart som beskrevs av Gary R. Graves 1918. Virachola pallida ingår i släktet Virachola och familjen juvelvingar. Inga underarter finns listade i Catalogue of Life.